# Viola dactyloides
Viola dactyloides är en violväxtart som beskrevs av Johann Jakob Roemer och Schult.. Viola dactyloides ingår i släktet violer, och familjen violväxter. Utöver nominatformen finns också underarten V. d. calcicola.